# Fandyl
Fandyl, łac. Fandilus, Fandilas (ur. ?, zm. 13 czerwca 853) – święty katolicki, męczennik.
Urodził się w Guadix, ale wychowywany był w klasztorze w Kordobie. Będąc zakonnikiem w opactwie Najświętszego Zbawiciela w Peñamlaria (pod Kordobą) przyjął święcenia kapłańskie. W czasie prześladowań chrześcijan, za panowania Mahometa I skazano go na karę śmierci, za wyznanie wiary i znieważenie Mahometa. Został ścięty, a jego zwłoki wystawiono na widok publiczny. Jego męczeństwo opisał św. Eulogiusz w swoich „Pamiętnikach Świętych”.
Wspomnienie Fandyla obchodzone jest w Kościele katolickim w dzienną rocznicę śmierci.

## Źródła internetowe
- San Fandila di Cordova (wł.)